# Foucault de Saint-Germain-Beaupré
Die Familie Foucault, zur Unterscheidung von anderen Familien gleichen Namens auch Foucault de Saint-Germain-Beaupré genannt, stammt aus dem Périgord, wo sie seit dem Ende des 10. Jahrhunderts als Chevaliers bezeugt ist. Ihr entstammen ein Marschall von Frankreich und mehrere Gouverneure vor allem der Provinz Marche. Die Familie hatte das Lehen Saint-Germain-Beaupré mehr als 500 Jahre ununterbrochen, bis zum Erlöschen der älteren Linie, in Besitz.

## Stammliste

### 10./11. Jahrhundert
1. NN Foucault
  1. Raymond, im Jahr 1000 in hohem Alter bezeugt
    1. Hugues (I.), Seigneur de Corniac et d‘Exideuil, 1002 bezeugt; ⚭ Guinield, wohl aus der Familie der Vizegrafen von Limoges
      1. Hélie, Seigneur de Corniac et d‘Exideuil, 1002 bezeugt
        1. Gérald, 1072/80 bezeugt – Nachkommen: die Foucauld-de-Lardimalie
        2. Hugues  (II.) 1065/70 bezeugt, † vor Mai 1072; ⚭ Agnès – Nachkommen: die Herren von Saint-Germain-Beaupré, siehe unten
        3. Amelin, um 1065 bezeugt
          1. Aimery, 1095/1115 bezeugt
          2. Foucaud, 1115 bezeugt

        4. Aimery, 1069 bezeugt
        5. Guy

      2. Pierre, 996 bezeugt

    2. Aimery, 987 bezeugt

  2. Guérin, † vor 1000
  3. Hugues, Kleriker
  4.  ? Esther, 987 Dekan des Kapitels von Dorat

### 12./13. Jahrhundert
1. Hugues  (II.), 1065/70 bezeugt, † vor Mai 1072; ⚭ Agnès – Vorfahren siehe oben
  1. Étienne, um 1065/1072 bezeugt
    1. Hugues (III.), 1108/15 bezeugt
      1. Amelin, 1150/72 bezeugt
        1. Raymond (II.), um 1189/1232 bezeugt; ⚭ NN de Saint-Germain
          1. Guillaume, genannt Guy (I.), Seigneur de Saint-Germain, 1232/37 bezeugt; ⚭ NN de Bridiers, Tochter von Guy de Bridiers
            1. Guy (II.), Seigneur de Saint-Germain etc., 1251/78 bezeugt, 1256 Sénéchal de Beaucaire; ⚭ Ayseline, wohl Schwester von Imbert de Puyagut
              1. Guy (III.), genannt Guyard, Seigneur de Saint-Germain, 1284/1300 bezeugt, † vor 1320 – Nachkommen siehe unten
              2. Guarryet, 1282 bezeugt
              3. Foucaud, Kanoniker in Bénévent
              4. Sohn, 1278 bezeugt
              5. (unehelich) Tochter

            2. Aimery, Seigneur de La Béraudie, 1265 bezeugt, † vor 1273
              1. Aimery, 1298 bezeugt, testiert 1300; ⚭ NN de Prunha, Schwester von Hugues, Jean und Élie de Prunha
              2. Hélie
              3. Agnès, geistlich
              4. Alamargot
              5. Bigot, Bâtard de Foucault

            3. Imbert, genannt Chanoine de Bénévent, 1278/82 bezeugt
            4. Aylis, geistlich

          2. Foucault, genannt de Saint-Germain, 1246 bezeugt; ⚭ NN, Tochter von Abon, Seigneur du Puis
            1. Sohn

        2. Anselme, um 1189 bezeugt

      2. Ranulphe, 1172 bezeugt

  2. Hugues
    1. Amelin und Guillaume, 1108 bezeugt

### 14./15. Jahrhundert
1. Guy (III.), genannt Guyard, Seigneur de Saint-Germain, 1284/1300 bezeugt, † vor 1320 – Vorfahren siehe oben
  1. Guillaume, Seigneur de Saint-Germain, 1340/47 bezeugt, 1347/53 Capitaine und Gouverneur der Burg Crozant für den Herzog von Bourbon
    1. Guy (IV.), genannt le Borgne, 1356/79 bezeugt, Seigneur de Saint-Germain, Capitaine von Berry, Auvergne, Bourbonnais und La Marche, Kammerherr von Herzog Johann von Berry
      1. Guillaume, genannt le Borgne, 1386/99 bezeugt, † vor 1415, Seigneur de Saint-Germain, Garde und Capitaine von Schloss Bois de Vincennes; ⚭ (1) Agnès de l’Aage; ⚭ (2) 1399 NN
        1. (1) Marguerite († 1416); ⚭ 1398 Hélie de Seris, Seigneur de Las Tèrnas

      2. Louis († 1466), geistlich, Prior und 1459 Abt von Bénévent
      3. Aubert Foucault, 1391/1425 bezeugt, Seigneur du Cros, dann Seigneur de Saint-Germain-Beaupré, 1417 Capitaine-général de l’Armée im Limousin, 1418 Conseiller et Chambellan du Roi; ⚭ Isabeau Pot de Rhodes (Haus Pot)
        1. Jean († 1466), französischer Adliger und Militär, Seigneur de Saint-Germain-Beaupré
        2. Marc († um 1483), Seigneur du Cros et de Châtelus, de Marchéres, de Fénozac, Conseiller et Chambellan du Roi, 1466 Seigneu de Saint-Germain; ⚭ 1434 Gallienne de Pierrebuffière, Schwester von Jean de Pierrebuffière
          1. André, 1465/84 bezeugt, † vor 1489, Seigneur de Saint-Germain-Beaupré, Conseiller et Chambellan du Roi, ⚭ 1469 Marguerite d’Aubusson, 1499 bezeugt, Tochter von Jean III. d’Aubusson, Seigneur de La Borne, du Dognon et d’Aleyrat, Chambellan du Roi, und Agnès de Saint-Georges, Dame de Champignolles – Nachkommen siehe unten
          2. François, 1484 Seigneur de Châtelus, de Marchères, du Cros et de Fénozac; ⚭ Souveraine de la Roche, 1504 bezeugt
          3. Pierre († nach 1505), 1456 Abt von Bénévent
          4. Nicole; ⚭ Jean, Seigneur de Volfé, 1467 bezeugt

        3. Olivier, 1413 bezeugt
        4. Jeanne; ⚭ 1404 Jean de Salagnac

    2. Guy, Prieur de Bénévent
    3. Elise, 1391 bezeugt; ⚭ (1) NN, Seigneur de Rochevreux; ⚭ (2) NN, Seigneur de La Garde, 1391 bezeugt

  2. Guy, Prior von Bénévent, 1320 bezeugt

### 16.–18. Jahrhundert
1. André, 1465/84 bezeugt, † vor 1489, Seigneur de Saint-Germain-Beaupré, Conseiller et Chambellan du Roi, ⚭ 1469 Marguerite d’Aubusson, 1499 bezeugt, Tochter von Jean III. d’Aubusson, Seigneur de La Borne, du Dognon et d’Aleyrat, Chambellan du Roi, und Agnès de Saint-Georges, Dame de Champignolles – Vorfahren siehe oben
  1. Jacques, 1499/1535 bezeugt, † vor 1562, Seigneur de Saint-Germain-Beaupré, Conseiller et Chambellan du Roi; ⚭ 1506 Claude de Talleyrand, Tochter von Jean de Talleyrand, Seigneur de Grignols et de Chalais, Capitaine de la Ville de Bordeaux, und Marguerite de La Tour d’Auvergne (Talleyrand-Périgord)
    1. Gabriel (I.) (* 1511; † 1558), Seigneur de Saint-Germain-Beaupré, de Naillat, de Fleurat etc.; ⚭ 1533 Françoise de Villelume, Tochter von Antoine de Villelume; er wurde nach Schottland gesandt, um im Namen von König Franz II. die Ehe mit Maria Stuart zu schließen.
      1. Julien
      2. Louis († 1574), Seigneur de Saint-Germain-Beaupré; ⚭ 1565 Isabeau de Sorbières, Tochter von René de Sorbières, Seigneur des Pruneaux, Allogny, Sorbières, La Lande etc.
      3. Gaspard, 1578 bezeugt, († 1591), Seigneur de Saint-Germain-Beaupré; ⚭ (1) 1563 Gabrielle Rance, Tochter von Hélion Rance, Seigneur de La Chapelle-Baloue, und Marie de Magnac; ⚭ (2) 1572 Isabeau de Pompadour, Tochter von Geoffroy, Baron de Pompadour, und Susanne d’Escars
        1. (1) Gabriel (II.) († 1633), Seigneur de Saint-Germain-Beaupré, Dun-le-Palleteau, Vicomte du Dognon, Baron de Royan, Conseiller du Roi, 1621 Gouverneur und Lieutenant-général de Haute et Basse Marche etc.; ⚭ 1607 Jeanne Poussard, Tochter von Charles Poussard, Seigneur de Fors et du Vigean, und Esther de Pons
          1. Henri († 1678),1630 Gouverneur et Lieutenant-général de la Haute et Basse Marche, 1645 Marquis de Saint-Germain-Beaupré, 1649 Maréchal des camps et des Armées; ⚭ 1644 Agnès de Bailleul († 1706), Tochter von Nicolas de Bailleul, Baron de Château-Gontier, Seigneur de Vattetot etc., Surintendant des Finances, und Élisabeth Marie Mallier
            1. Louis († 1719), Marquis de Saint-Germain-Beaupré, Comte de Dun-le-Palleteau, Gouverneur de la Haute et Basse Marche, 1688 Brigadier des Armées du Roi; ⚭ Hélène Ferrand, Tochter von Pierre Ferrand, Seigneur de Janvry, und Hélène Gillot
              1. Armand Louis François (* 1679; † 1752), Marquis de Saint-Germain-Beaupré, Comte de Dun-le-Palleteau et de Crozant, 1711 Gouverneur de La Haute et Basse Marche, 1719 Brigadier des Armées du Roi; ⚭ 1711 Anne-Bonne Doublet de Persan († 1754), Tochter von Niolas Doublet, Seigneur de Persan, und Bonne Ursule Garnie de Salins
                1. Anne Bonne (* 1713; † ledig)
                2. Marie (* 1716; † jung)
                3. Anne Françoise (* 1718); ⚭ 1739 Alexandre Auguste de Grivel, Seigneur, Marquis d’Ourouer, 1743 Brigadier
                4. Armand Louis (* 1721; † ledig)
                5. Tochter, geistlich in Montargis

              2. Armand Louis Joseph (* 1680; † 1767), genannt le Chevalier de Saint-Germain-Beaupré, 1719 Brigadier des Armées du Roi, Grand Prieur d’Aquitaine, letzter seines Namens
              3. Armand Louis Joseph (* 1681; † 1705), genannt le Comte de Saint-Germain

            2. Gabriel François († 1689), Comte de Crozant; ⚭ Marie des Prez, Tochter von NN des Prez, Seigneur de Frédières-en-Angoumois
              1. Sohn, † ohne Nachkommen

            3. 3 Söhne († klein)

          2. Louis († 1659), Comte du Daugnon, Vizeadmiral von Frankreich, 1653 Marschall von Frankreich; ⚭ Marie Fourré de Dampierre († 1696), Tochter von Charles Fourré, Seigneur de Dampierre, und Marie de La Lande.
            1. Louise Marie († 1709); ⚭ Michel de Castelnau, Marquis de Castelnau, Baron de Joinville, Gouverneur von Brest († 1671), Sohn von Jacques de Castelnau, Marquis de Castelnau, Marschall von Frankreich, und Marie de Girard de l‘Espinay
            2. Constance; ⚭ Isaac Renaud de Pons, Marquis de La Caze, Comte de Roquefort, Baron de Tors

          3. François, Seigneur d’Éguzon
          4. Charles, 1638 Abt von Bénévent
          5. Anne, Äbtissin von Morienval nach ihrer Tante
          6. Gabrielle; ⚭ NN, Seigneur de Montagnac

        2. (1) Anne, Äbtissin von Morienval
        3. (2) 2 Söhne († jung)
        4. (2) Esther; ⚭ Jean Tiercelin, Seigneur de La Chapelle-Baloue

      4. Jacques (* 1539)
      5. Anne; ⚭ Jean Rance, Seigneur de La Chapelle-Baloue
      6. Gabrielle
      7. Agnès, 1592 bezeugt; ⚭ 1570 Guillaume de Saint-Julien, Seigneur de Vaulcey

    2. Pierre und François
    3. Jeanne (* 1513)

  2. Pierre, Seigneur de la Salle, de Saint-Père, de Misy etc; ⚭ vor 1515 Marguerite de Rochechouart, Tochter von Jean de Rochechouart, Seigneur de Jars etc., und Anne de Chaunay, Dame de Champdeniers, Witwe von Jean Cléré, Seigneur de Méré, Premier Maître d’Hôtel du Roi (Haus Rochechouart)
    1. Pierre, 1536/43 bezeugt, Seigneur de La Salle; ⚭ Antoinette Gourjault de la Millière, Tochter von Philippe de Gourjault, Seigneur de La Millière, und Catherine Regnier
      1. Marguerite, Dame de La Salle ⚭ Gabriel de Beauvau, 1564/67 bezeugt, † vor 1588, Seigneur de Riveau, de la Bessière, des Aunais etc. (Haus Beauvau)

    2. Charles, 1550/57 bezeugt, Seigneur de Saint-Père, de Misy etc.; ⚭Françoise d’Assigny
      1. Étienne Foucault, 1560/69 bezeugt, Seigneur de Chavagnes, de Saint-Père, de Misy;  ⚭ 1560 Anne de Marchy, Dame de Rasès, Tochter von François de Marchy, Seigneur de Rasès, de l’Estang, und Anne de Féron
        1. Philippe, Seigneur de Rasès, de Saint-Père, de Misy, du Maine, de Merville etc.; ⚭ 1600 Jeanne de Sallière, Tochter von Jean de Sallière
          1. Philippe († 1671), Capitaine im Régiment de Navarre
          2. Gilbert, Seigneur de Rasès etc.; ⚭ 1643 Jeanne Foucault, seine Kusine, Tochter von Michel Foucault, Seigneur de La Font, und Agathe Marin, Dame de Mouilleron
            1. Charles (X 1675 in der Schlacht bei Türkheim), genannt le Comte de Rasés, Lieutenant-général des Armées du Roi.
            2. Michel (X 1688 bei der Belagerung von Philippsburg), genannt le Comte de Rasès, Seigneur de Rasès, de Bois-du-Bac, de l’Hermitage, Baron de Segan; ⚭ 1684 Jeanne le Fèvre, Tochter von Nicolas le Fèvre, Seigneur de Chamblin, und Radegonde de Brion
              1. Louis, genannt le Comte de Rasès, verkauft Rasès
              2. Charles Gilbert, Seigneur de La Poupardiére, Fresne, Chamblançay, La Berthelotais; ⚭ 1711 Marie Anne Prévost, Tochter von Jean Prévost, Seigneur de Saint-Cyr, und Anne Sannier
                1. Charles-Louis Foucault (* 1712), genannt le Vicomte de Foucault, Seigneur de La Poupardière, Fresne, Chamblançay, le Berthelotais, Boischarau, 1730 Brigadier, 1770 Lieutenant-colonel du Régiment de Piémont Infanterie; ⚭ 1772 Joséphine Gabrielle Hullin-de-la-Selle, Tochter von Georges Hullin-de-la-Selle, Seigneur de La Frapinière etc., und Anne Madeleine d’Orvaux
                2. Jean Raphael (* 1714, X 1734 in der Schlacht bei Parma)
                3. Marie Gabriel (* 1715), Capitaine im Régiment Royal-Barrois
                4. Marie Anne (* 1717), genannt Mademoiselle de Rasès
                5. Marguerite Rose Pauline Catherine (* 1725), genannt Mademoiselle de Belair

              3. François Joseph, Seigneur de La Font, Lieutenant-colonel du Régiment de Bourgogne, Wallon, für den König von Spanien, dann im Dienst des Königs von Neapel
              4. Radegonde, genannt Mademoiselle de Brion

            3. Madeleine († ledig)

        2. Michel († 1582), Seigneur de La Font etc.; ⚭ Agathe Marin, Dame de Mouilleron
          1. Jeanne; ⚭ 1643 Gilbert Foucault, Seigneur de Rasès, ihren Vetter

  3. Marguerite; ⚭ 1489 Charles du Plessis, Seigneur d’Epernay